# Hocine Ragued
Hocine Ragued (* 11. února 1983 v Paříži, Francie) je tuniský fotbalový záložník hrající v současnosti za klub ES Tunis.

## Klubová kariéra
Do Slavie přišel v červenci 2009 jako volný hráč a podepsal s ní čtyřletou smlouvu. Předtím působil tři roky v belgickém klubu RAEC Mons, ten však v létě 2009 sestoupil do druhé ligy a on se stal volným hráčem. Z předchozích let má také jeden prvoligový start za Paris Saint-Germain FC. Trenér Slavie Karel Jarolím o něm při podpisu smlouvy prohlásil, že má větší potenciál než Mickaël Tavares, defenzivní záložník, který ze Slavie v lednu 2009 přestoupil do Hamburku.